# LPGA Tour 2008
Navigation
Édition précédente Édition suivante
Le LPGA Tour 2008 est la cinquantième-neuvième  édition du Ladies Professional Golf Association Tour (LPGA), circuit professionnel féminin de golf, qui se déroule du 18 janvier 2008 au 14 décembre 2008. Axée sur les États-Unis, la LPGA prend en compte également des tournois qui se déroulent hors des frontières américaines, ainsi cette saison voit des tournois programmés au Mexique, en France, au Canada, en Angleterre, en Chine, en Corée du Sud, au Japon et à Singapour. Cette cinquantième-neuvième édition de ce circuit permet de proposer un certain nombre de tournois professionnels destinés aux femmes en dehors des compétitions amateurs. La volonté de la professionnalisation des golfeuses leur permet désormais de gagner de l'argent en jouant au golf.
Cette saison comporte trente-trois tournois, soit deux de plus qu'en 2007, auxquels sont insérées des dotations financières en fonction du résultat de la golfeuse. Quatre de ces tournois sont considérés comme « tournoi majeur » - le Championnat Kraft Nabisco, le Championnat de la LPGA, l'Open américain et l'Open britannique - et sont considérés comme les plus prestigieux et difficiles à remporter.
La Mexicaine Lorena Ochoa est désignée « Joueuse de l'année de la LPGA » (« Player of the Year ») pour la troisième fois de sa carrière et remporte le classement des gains avec un montant de 2 763 193 $ de gains en gagnant six victoires dont un tournoi majeur : le Championnat Kraft Nabisco. Les trois autres tournois majeurs sont remportés par la Taïwanaise Yani Tseng (Championnat de la LPGA), les Sud-Coréennes Inbee Park (Open américain) et Jiyai Shin (Open britannique). Enfin, le « Trophée Vare » récompensant la golfeuse ayant la moyenne de score la plus basse de la saison est également remporté par Lorena Ochoa pour la troisième fois.

## Histoire
Pour l'organisation de cette cinquantième-neuvième édition, la majorité des tournois se disputent aux États-Unis mais quatre tournois sont programmés hors des États-Unis. Comme la saison précédente, la LPGA décide d'organiser des tournois hors des frontières des États-Unis avec la tenue de tournois programmés  au Mexique, en France, au Canada, en Angleterre, en Chine, en Corée du Sud, au Japon et à Singapour. La majorité des joueuses sont des golfeuses principalement américaines professionnelles et amateures mais la LPGA intègre quelques années des golfeuses étrangères. Le calendrier fait débuter la saison par le tournoi « SBS Open at Turtle Bay » remporté par la Suédoise Annika Sörenstam . Au cours de cette saison, les non-américaines sont aussi nombreuses que les Américaines à remporter les tournois.
La Mexicaine Lorena Ochoa est désignée « Joueuse de l'année de la LPGA » (« Player of the Year ») pour la troisième fois de sa carrière et remporte le classement des gains avec un montant de 2 763 193 $ de gains en gagnant six victoires dont un tournoi majeur : le Championnat Kraft Nabisco. Les trois autres tournois majeurs sont remportés par la Taïwanaise Yani Tseng (Championnat de la LPGA), les Sud-Coréennes Inbee Park (Open américain) et Jiyai Shin (Open britannique).

## Participantes à la saison LPGA 2008
Les participantes ont deux statuts. Certaines sont devenues professionnelles mais de nombreuses amateures prennent également part aux tournois sans toutefois pouvoir recevoir le montant des gains en raison de leur statut.
| Participantes    | Participantes      | Participantes    | Participantes    | Participantes    |
| Professionnelles | Professionnelles   | Professionnelles | Professionnelles | Professionnelles |
| ---------------- | ------------------ | ---------------- | ---------------- | ---------------- |
| Helen Alfredsson | Nicole Castrale    | Irene Cho        | Na-yeon Choi     | Paula Creamer    |
| Laura Diaz       | Shanshan Feng      | Allison Fouch    | Louise Friberg   | Yuri Fudoh       |
| Natalie Gulbis   | Russy Gulyanamitta | Sophie Gustafson | Hee-won Han      | Mayu Hattori     |
| Maria Hjorth     | Katherine Hull     | Juli Inkster     | Jeong Jang       | Jimin Jeong      |
| Eun-Hee Ji       | Cristie Kerr       | Christina Kim    | In-Kyung Kim     | Song-Hee Kim     |
| Kelli Kuehne     | Candie Kung        | Britanny Lang    | Jee-Young Lee    | Meena Lee        |
| Seon-hwa Lee     | Stacy Lewis        | Leta Lindley     | Teresa Lu        | Catriona Matthew |
| Ai Miyazato      | Lorena Ochoa       | Ji-young Oh      | Se Ri Pak        | Angela Park      |
| Inbee Park       | Jane Park          | Suzann Pettersen | Morgan Pressel   | Giulia Sergas    |
| Jiyai Shin       | Annika Sörenstam   | Angela Stanford  | Karen Stupples   | Yani Tseng       |
| Momoko Ueda      | Karrie Webb        | Sun-young Yoo    | Heather Young    |                  |
| Amateures        |                    |                  |                  |                  |
| Mariajo Uribe    |                    |                  |                  |                  |

## Classements saison 2008

### Tableau des gains («Money list»)
Le tableau ci-dessous est le classement des golfeuses par gains obtenus sur cette saison 2008. Le classement par gains est remporté par la Mexicaine Lorena Ochoa avec 2 763 193 $ remportés.
| Cla. | Golfeuses        | Gains       | Victoires |
| ---- | ---------------- | ----------- | --------- |
| 1    | Lorena Ochoa     | 2 763 193 $ |           |
| 2    | Paula Creamer    | 1 823 992 $ |           |
| 3    | Yani Tseng       | 1 752 086 $ |           |
| 4    | Annika Sörenstam | 1 735 912 $ |           |
| 5    | Helen Alfredsson | 1 735 912 $ |           |
| 6    | Seon-hwa Lee     | 1 187 294 $ |           |
| 7    | Suzann Pettersen | 1 177 809 $ |           |
| 8    | Inbee Park       | 1 138 370 $ |           |
| 9    | Angela Stanford  | 1 134 753 $ |           |
| 10   | Cristie Kerr     | 1 108 839 $ |           |
| 11   | Na-yeon Choi     | 1 095 759 $ |           |
| 12   | Jeong Jang       | 1 080 097 $ |           |
| 13   | Katherine Kirk   | 1 045 619 $ |           |
| 14   | Song-Hee Kim     | 980 883 $   |           |
| 15   | Eun-Hee Ji       | 913 968 $   |           |

### Trophée Vare («Vare Trophy»)
Le tableau ci-dessous est le classement des golfeuses par scores les plus bas sur cette saison 2008.
| Cla. | Golfeuses    | Moyenne |
| ---- | ------------ | ------- |
| 1    | Lorena Ochoa |         |